# Cristóbal Vaca de Castro
Cristóbal Vaca de Castro (Izagre, Leão, 1492 - Valhadolide, 1566) foi um administrador colonial espanhol no Peru.

## Biografia
Filho de García Díaz de Castro e Giomar Cabeza de Vaca. Estudou Direito em Salamanca. Casou-se com María Magdalena de Quiñones y Osorio, com ela, teve oito filhos. Em 1536 foi nomeado ouvidor (juiz) da Real Audiência e Chancelaria de Valladolid. Em 9 de setembro de 1540 foi nomeado cavaleiro da Ordem de Santiago.

## Viajando pelo Peru
Em 1540 Cristóbal Vaca de Castro foi enviado pelo Imperador Carlos V para restaurar a ordem entre as facções de Gonzalo Pizarro e Diego de Almagro, o Moço após o assassinato de Diego de Almagro, o Velho. Vaca de Castro tinha uma reputação de um homem íntegro, sábio e corajoso. Seu título oficial era juez pesquisidor (investigador especial). Ele foi autorizado a assumir o governo da colônia no caso da morte de Francisco Pizarro.
Em 5 de novembro de 1540 ele partiu de Sanlúcar de Barrameda e chegou ao Panamá em janeiro de 1541. Enquanto estava lá, reformou a Audiência, como seu presidente. Viajou para o Peru, mas foi forçado pelo mau tempo a desembarcar em Buenaventura, Colômbia. De lá, ele passou por terra para Cáli, onde parou por cerca de três meses devido a problemas de saúde. Enquanto estava em Cáli, mediou um conflito entre Sebastián de Belalcázar e Pascual de Andagoya.

## Governador do Peru
Durante a viagem ao Peru, em Popayán, soube do assassinato de Francisco Pizarro e a eleição de Diego de Almagro como governador. Chegou em Quito em 25 de setembro de 1541, lá se reuniu com as forças monarquistas que o acompanhava.
Agora como governador da colônia, ele reuniu um número considerável de tropas. Apoiado por Francisco de Carvajal, derrotou Almagro em 16 de setembro de 1542 nas planícies de Chupas. Almagro tentou fugir após a derrota, mas foi feito prisioneiro. Pressionado por  Pizarro, Vaca de Castro ordenou a sua execução.
Em 1542 as Leis Novas foram aprovadas. Elas tinham a intenção de proibir os abusos mais evidentes do sistema de encomienda, e, finalmente, abolir todo o sistema. Tais leis causaram muitas dificuldades à Vaca de Castro com Gonzalo Pizarro e outros que apoiavam o antigo sistema. Vaca de Castro concordou em apresentar o seu caso à Coroa. Depois disso, concentrou seus esforços no desenvolvimento do país, melhorando os meios de comunicação e supervisionando o trabalho nas minas.
Em 1543 ele enviou Diego de Rojas e 200 homens para o Rio da Prata. A descoberta da província de Tucumán é creditada a esta expedição.

## De volta à Espanha
Em 1544, Blasco Núñez Vela foi preso, acusado de simpatizar com a rebelião de Gonzalo Pizarro e tomou o poder, tornando-se o primeiro vice-rei. Vaca de Castro foi capturado em El Callao e, em seguida, enviado para o Panamá e depois à Espanha. Na Espanha, foi preso sob a acusação de enriquecimento ilícito, mas, após três anos de prisão, foi inocentado das acusações. Mais tarde ele foi nomeado comandante da Ordem de Santiago. Foi presidente do Conselho de Castela entre 1557 e 1561.
Retirou-se para o convento de San Agustín, em Valhadolide, onde morreu em 1566. Foi enterrado no próprio convento.